# СТЭПиКо
СТЭПиКо — новосибирская команда КВН. Полуфиналисты высшей лиги 2007 и 2009 годов.

## История
Команда «СТЭПиКо» образовалась в 2002 году после объединения коллективов из лиги КВН Новосибирского государственного технического университета — «Стэп» и «Контраст». Когда пришло время посылать команду НГТУ на фестиваль лиги «КВН-Сибирь», было решено отправить объединённую команду, в которую вошли и ведущие актёры других университетских команд. «Днём рождения» команды считается день фестиваля — 8 декабря 2002 года.
В 2003 году «СТЭПиКо» отправляются на свой первый сочинский фестиваль («КиВиН 2003»), после которого команда продолжает играть в лиге «КВН-Сибирь», и доходит до полуфинала. Часть команды играет за томскую команду «КОНТР-А», в составе которой доходят до финала лиги «Азия» в Красноярске. Объединившись с томичами, команда «СТЭПиКо» доходит до финала лиги «Азия» и в сезоне 2004 года.
В 2005-м команда впервые попадает в телевизионную лигу — Первую, игры которой проходят в том году в городе Тюмени. Участники «СТЭПиКо» доходят до финала сезона, а в составе Сборной НГТУ выигрывают лигу «КВН-Сибирь».
В 2006-м году «СТЭПиКо» пробиваются на «Первый канал», и проводят сезон в Премьер-лиге. По итогам фестиваля лиги команда попадает в 1/8-ю финала, где занимает первое место. В четвертьфинале новосибирцы занимают второе проходное место, уступив победу Сборной ГУУ, а в полуфинале занимают последнее место, и заканчивают на этом сезон.
По результатам фестиваля «КиВиН 2007» команда «СТЭПиКо» попадает в Высшую лигу КВН. Вторые места на этапах 1/8-й и 1/4-финала позволяют новосибирцам дойти до полуфинала в своём первом сезоне. Сезон 2008 оказался для команды неудачным, и закончился уже на этапе 1/8-й финала, однако летом на фестивале «Голосящий КиВиН» в Юрмале команда выигрывает малого КиВиНа в тёмном (приз за шестое место), в основном благодаря песне с извинениями перед сборной России по футболу после её попадания в полуфинал Чемпионата Европы. В сезоне 2009 «СТЭПиКо» вновь приглашаются в Высшую лигу, добором проходят в четвертьфинал, а потом вновь попадают в полуфинал. Последней игрой команды стал утешительный полуфинал, в котором команда занимает пятое место из шести. В 2010 году «СТЭПиКо» последний раз приезжают на сочинский фестиваль.
После завершения КВНовской карьеры, участники команды продолжили творческую деятельность в различных компаниях и проектах, такие как «Клуб хорошего настроения». Алексей Альчиков работает в кинокомпании «Коста Фильм», а Кирилл Быков — креативный продюсер в телекомпании «Среда». Капитан команды Александр Коптель, а также сокомандники Максим Аникин и Владимир Землянский принимали участие в различных фильмах и телепередачах, среди которых можно отметить проекты «Смех в большом городе» на телеканале «СТС» и «Yesterday Live» на «Первом».
В 2021 году команда СТЭПиКо появилась на сцене КВН в рамках празднования 60-летия Клуба. В 2023 году команда воссоединилась для участия во втором сезоне шоу «Концерты» на ТНТ.

## Состав команды
- Александр Коптель (капитан)
- Алексей Альчиков (директор)
- Максим Аникин
- Роман Гацкий
- Михаил Мучкин
- Семен Васеха
- Владимир Землянский
- Григорий Филичёв
- Игорь Бондаренко
- Евгений Альчиков (администратор)
- Кирилл Носков (звукооператор)
- Кирилл Быков (автор)